# Copa de Campeones Europeos de Rugby
La Copa de Campeones Europeos de Rugby, nombre oficial en inglés como European Rugby Champions Cup, y conocida como Heineken Champions Cup por motivos de patrocinio, es el torneo continental de rugby más importante a nivel de clubes en Europa, organizado por la European Professional Club Rugby (EPCR).
Disputada anualmente desde octubre a mayo, la competición fue creada en 1995/96 bajo la denominación de Copa Heineken para enfrentar a los mejores equipos de las ligas profesionales recién creadas. En 2014 el torneo fue reestructurado, siendo rebautizado con su actual nombre en la edición 2014/15.
El vigente campeón es Union Bordeaux Bègles que consiguió su primer título al vencer a Northampton Saints.

## Historia

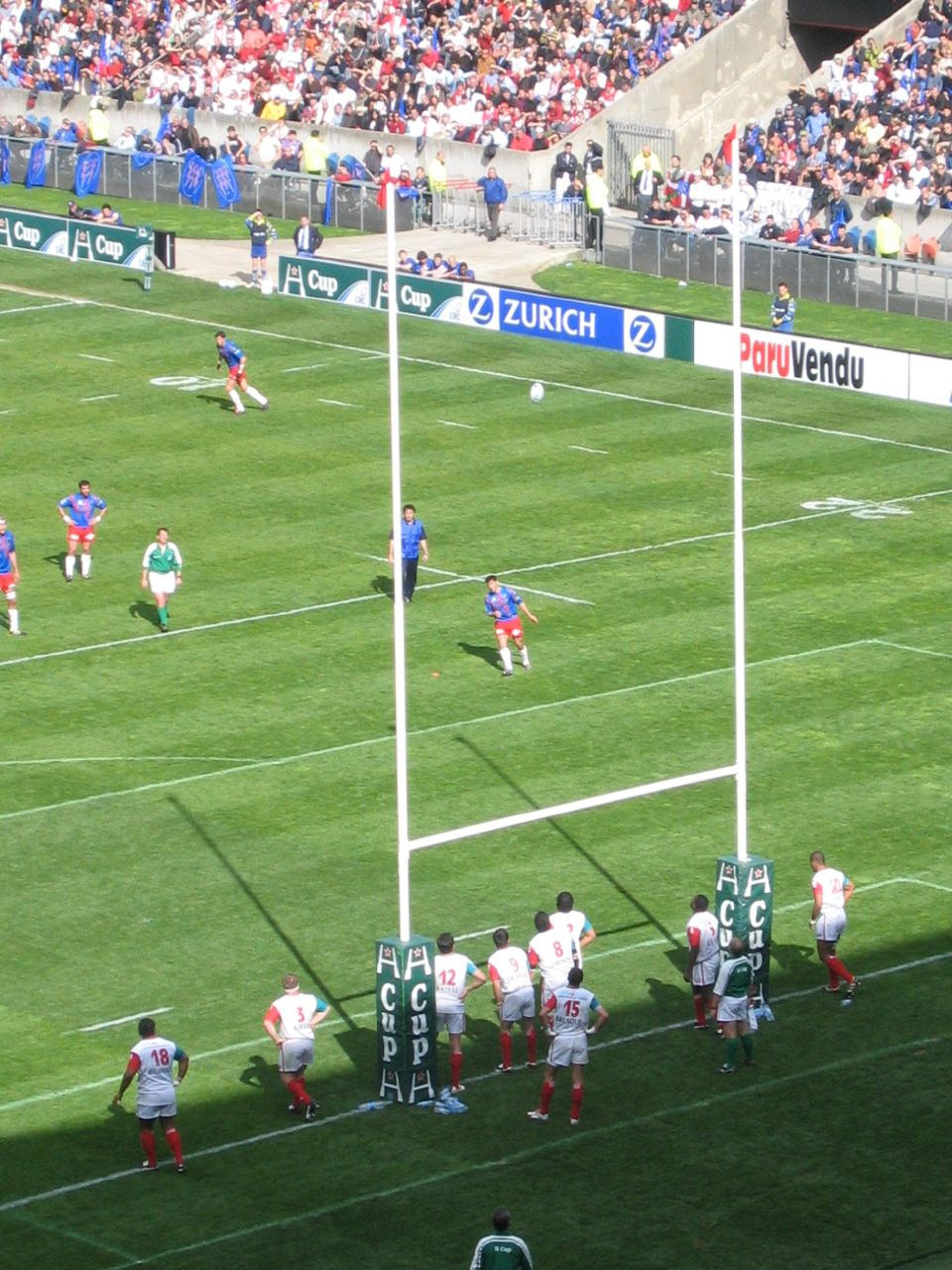
Stade Français - Biarritz Olympique, semifinal de la Copa Heineken 2005.

En los años 1960, franceses, rumanos y alemanes ya habían tratado de hacer una Copa Europea de clubes representando a cada uno de esos países. Pero los clubes británicos no participaban en la competencia.
En los años 80 el club francés; Stade Toulousain había organizado un “Master” y un “Torneo del centenario” donde los mejores clubes y provincias de varios países del mundo participaban. Esas competiciones fueron ganadas por este mismo club.
Después de la Copa del Mundo de Sudáfrica 1995, la World Rugby tomó la decisión de autorizar la práctica profesional del rugby. Poco tiempo después los clubes y provincias de Francia, Gales, Irlanda, Italia y Rumanía participaron en la primera Copa de Europa y el fabricante holandés; Heineken, ya era el principal patrocinador de la competición.

### Abandono a la ERC (2012-14)
Los equipos ingleses y franceses manifestaron bastantes protestas en cuanto al formato y la estructura de la antigua Heineken Cup organizada por la European Rugby Cup (ERC), basándose sus quejas de forma predomiante en la distribución de los fondos económicos y en el sistema de clasificación. Algunos se han hecho propuestas que, en el futuro, en lugar de Irlanda, Gales y Escocia cada envío de sus equipos mejor colocados en la Guinness Pro 14 a la Copa Heineken, los mejores equipos de la liga en su conjunto deben ser enviados, independientemente de la nacionalidad.
En junio de 2012, la Premiership Rugby y el top 14 Francia, en representación de los clubes ingleses y franceses respectivamente, notificaron a la ERC que abandonarían tanto la Heineken Cup como la Amlin Cup en un plazo de dos años.
En septiembre de 2012, los equipos de la Premiership anunciaron un contrato de cuatro años de televisión por 152 millones de libras esterlinas con BT Sport, el cual incluía tanto los derechos para su competición local como para las competiciones europeas. La ERC respondió a este anuncio reclamando a la Premiership inglesa que no tenía los derechos de las competiciones europeas y anunciando un contrato de la misma duración para estos pero con Sky Sports. En consecuencia, en septiembre de 2013, los equipos ingleses y franceses anunciaron su intención de organizar su propio torneo continental, invitando al resto de clubes europeos a unirse a él. Esta competición se denominaría Champions Cup.
En octubre de 2013, la federación de rugby de gales, en representación los cuatro equipos regionales galeses, confirmó su total apoyo a la nueva Champions Cup de rugby propuesta por los ingleses y franceses. Negotiations for both a new Heineken Cup and Rugby Champions Cup were then ongoing.

### El torneo actual (2014-)
El 10 de abril de 2014, tras unos dos años de negociaciones, una organización nueva denominada European Professional Club Rugby anunció que los tres grupos anteriores habían firmado un acuerdo para la formación de la European Rugby Champions Cup, la European Rugby Challenge Cup y un nuevo, tercer torneo, denominado Torneo de Clasificación. En el mismo día, BT y SKY firmaron un acuerdo para dividirse la cobertura de la nueva competición europea. Ambos retransmitirán los partidos de la fase de grupos a la mitad, así como los cuartos de final y las semifinales y ambos retransmitirán la final. BT tendrá el derecho preferente de elección para los partidos de la Champions Cup, mientras que SKY la tendrá para los partidos de la Challenge Cup.

## Participantes
La particularidad y la originalidad de la Copa Europea de Campeones es hacer competir entre ellos clubes, regiones y franquicias de las 6 naciones: Francia, Inglaterra, Irlanda, Escocia, Gales e Italia. Anteriormente, incluso unos clubes rumanos participaron en la Copa Heineken. La Copa Europea es una de las más prestigiosas competiciones deportivas del continente europeo.

## Formato

### Clasificación
Un total de 24 equipos se clasifican cada año para esta competición por su clasificación final en sus respectivas ligas:
- Inglaterra: 8 equipos, según su clasificación en la Premiership Rugby inglesa.
- Francia: 8 equipos, según su clasificación en el Top 14 francés.
- Irlanda, Italia, Escocia, Gales y Sudáfrica: 8 equipos, según su clasificación en el United Rugby Championship.
  - El mejor clasificado de cada país en el URC se clasifica automáticamente para la competición (4 plazas).
  - Los otros cuatro equipos se clasifican entre la clasificación final de los equipos no clasificados en el URC.

### Competición

#### Fase de grupos
Para la fase de grupos habrá dos grupos de doce equipos cada uno. Los equipos se posicionan basándose en su liga doméstica en la anterior temporada, cada equipo se enfrenta a dos equipos en condición de local y de visitante que no sean de su competición nacional, por ejemplo un equipo de la Premiership inglesa solo se enfrentará a uno del Top 14 francés y a uno del United Rugby Championship, posteriormente se confeccionará una tabla en cada grupo en donde los mejores ocho equipos de cada grupo clasificarán a los octavos de final, los ubicados entre el 9° y 11° puesto serán transferidos a la European Rugby Challenge Cup y él último de cada grupo quedará eliminado de toda competición.

#### Fase de eliminación
Los dieciséis octavofinalistas se distribuyen según su clasificación en la fase de grupos, obteniendo los mejores ocho equipos la ventaja de poder jugar el segundo partido del enfrentamiento en casa.
Los ganadores de los octavos de final se enfrentarán en cuatro semifinales, posteriormente en semifinales y los ganadores de las semifinales se enfrentarán en una gran final, que se disputará preferiblemente el primer fin de semana de mayo.

## Historial
| Temporada | Campeón               | Marcador       | Subcampeón           | Sede de la Final                                |
| --------- | --------------------- | -------------- | -------------------- | ----------------------------------------------- |
| 1995-96   | Stade Toulousain      | 21 - 18 (pro.) | Cardiff RFC          | Arms Park, Cardiff, Gales                       |
| 1996-97   | Brive                 | 28 - 9         | Leicester Tigers     | Arms Park, Cardiff, Gales                       |
| 1997-98   | Bath Rugby            | 19 - 18        | Brive                | Parc Lescure, Burdeos, Francia                  |
| 1998-99   | Ulster Rugby          | 21 - 6         | US Colomiers         | Lansdowne Road, Dublín, Irlanda                 |
| 1999-00   | Northampton Saints    | 9 - 8          | Munster Rugby        | Twickenham Stadium, Londres, Inglaterra         |
| 2000-01   | Leicester Tigers      | 34 - 30        | Stade Français París | Parc des Princes, París, Francia                |
| 2001-02   | Leicester Tigers      | 15 - 9         | Munster Rugby        | Millennium Stadium, Cardiff, Gales              |
| 2002-03   | Stade Toulousain      | 22 - 17        | USAP                 | Lansdowne Road, Dublín, Irlanda                 |
| 2003-04   | London Wasps          | 27 - 20        | Stade Toulousain     | Twickenham Stadium, Londres, Inglaterra         |
| 2004-05   | Stade Toulousain      | 18 - 12 (pro.) | Stade Français París | Murrayfield, Edimburgo, Escocia                 |
| 2005-06   | Munster Rugby         | 23 - 19        | Biarritz Olympique   | Millennium Stadium, Cardiff, Gales              |
| 2006-07   | London Wasps          | 22 - 16        | Leicester Tigers     | Twickenham Stadium, Londres, Inglaterra         |
| 2007-08   | Munster Rugby         | 16 - 13        | Stade Toulousain     | Millennium Stadium, Cardiff, Gales              |
| 2008-09   | Leinster              | 19 - 16        | Leicester Tigers     | Murrayfield, Edimburgo, Escocia                 |
| 2009-10   | Stade Toulousain      | 21 - 19        | Biarritz Olympique   | Stade de France, París, Francia                 |
| 2010-11   | Leinster              | 33 - 22        | Northampton Saints   | Millennium Stadium, Cardiff, Gales              |
| 2011-12   | Leinster              | 42 - 14        | Ulster Rugby         | Twickenham Stadium, Londres, Inglaterra         |
| 2012-13   | RC Toulon             | 16 - 15        | Clermont Auvergne    | Aviva Stadium, Dublín, Irlanda                  |
| 2013-14   | RC Toulon             | 23 - 6         | Saracens             | Millennium Stadium, Cardiff, Gales              |
| 2014-15   | RC Toulon             | 24 - 18        | Clermont Auvergne    | Twickenham Stadium, Londres, Inglaterra         |
| 2015-16   | Saracens              | 21 - 9         | Racing 92            | Parc Olympique Lyonnais, Lyon, Francia          |
| 2016-17   | Saracens              | 28 - 17        | Clermont Auvergne    | Murrayfield, Edimburgo, Escocia                 |
| 2017-18   | Leinster              | 15 - 12        | Racing 92            | San Mamés, Bilbao, España                       |
| 2018-19   | Saracens              | 20 - 10        | Leinster             | St James' Park, Newcastle upon Tyne, Inglaterra |
| 2019-20   | Exeter Chiefs         | 31 - 27        | Racing 92            | Ashton Gate Stadium, Brístol, Inglaterra        |
| 2020-21   | Stade Toulousain      | 22 - 17        | La Rochelle          | Twickenham Stadium, Londres, Inglaterra         |
| 2021-22   | Stade Rochelais       | 24 - 21        | Leinster             | Stade Vélodrome, Marsella, Francia              |
| 2022-23   | Stade Rochelais       | 27 - 26        | Leinster             | Estadio Aviva, Dublín, Irlanda                  |
| 2023-24   | Stade Toulousain      | 31 - 22        | Leinster             | Tottenham Hotspur Stadium, Londres, Inglaterra  |
| 2024-25   | Union Bordeaux Bègles | 28 - 20        | Northampton Saints   | Millennium Stadium, Cardiff, Gales              |

## Palmarés
Datos actualizados: Temporada 2024-25.
| Equipo                   | Títulos | Subcampeonatos | Años campeonatos                                                 | Años subcampeonatos                        |
| ------------------------ | ------- | -------------- | ---------------------------------------------------------------- | ------------------------------------------ |
| Stade Toulousain         | 6       | 2              | 1995-1996, 2002-2003, 2004-2005, 2009-2010, 2020-2021, 2023-2024 | 2003-2004, 2007-2008                       |
| Leinster                 | 4       | 4              | 2008-2009, 2010-2011, 2011-2012, 2017-2018                       | 2018-2019, 2021-2022, 2022-2023, 2023-2024 |
| Saracens                 | 3       | 1              | 2015-2016, 2016-2017, 2018-2019                                  | 2013-2014                                  |
| RC Toulon                | 3       | -              | 2012-2013, 2013-2014, 2014-2015                                  |                                            |
| Leicester Tigers         | 2       | 3              | 2000-2001, 2001-2002                                             | 1996-1997, 2006-2007, 2008-2009            |
| Munster Rugby            | 2       | 2              | 2005-2006, 2007-2008                                             | 1999-2000, 2001-2002                       |
| Stade Rochelais          | 2       | 1              | 2021-2022, 2022-2023                                             | 2020-2021                                  |
| Wasps RFC                | 2       | -              | 2003-2004, 2006-2007                                             |                                            |
| Northampton Saints       | 1       | 2              | 1999-2000                                                        | 2010-2011, 2024-2025                       |
| Brive-Corrèze            | 1       | 1              | 1996-1997                                                        | 1997-1998                                  |
| Ulster Rugby             | 1       | 1              | 1998-1999                                                        | 2011-2012                                  |
| Bath Rugby               | 1       | -              | 1997-1998                                                        |                                            |
| Exeter Chiefs            | 1       | -              | 2019-2020                                                        |                                            |
| Union Bordeaux Bègles    | 1       | -              | 2024-2025                                                        |                                            |
| ASM Clermont Auvergne    | -       | 3              |                                                                  | 2012-2013, 2014-2015, 2016-2017            |
| Racing 92                | -       | 3              |                                                                  | 2015-2016, 2017-2018, 2019-2020            |
| Biarritz Olympique       | -       | 2              |                                                                  | 2005-2006, 2009-2010                       |
| Stade Français París     | -       | 2              |                                                                  | 2000-2001, 2004-2005                       |
| Cardiff RFC              | -       | 1              |                                                                  | 1995-1996                                  |
| Union Sportive Colomiers | -       | 1              |                                                                  | 1998-1999                                  |
| USA Perpignan            | -       | 1              |                                                                  | 2002-2003                                  |

### Títulos por Unión
| Unión      | Títulos | Subcampeón | Clubes campeones                                                                                |
| ---------- | ------- | ---------- | ----------------------------------------------------------------------------------------------- |
| Francia    | 13      | 16         | Stade Toulousain (6), RC Toulon (3), La Rochelle (2), CA Brive (1), Union Bordeaux Bègles (1)   |
| Inglaterra | 10      | 6          | Saracens (3), Leicester Tigers (2), Wasps RFC (2), Northampton (1), Bath (1), Exeter Chiefs (1) |
| Irlanda    | 7       | 7          | Leinster (4), Munster (2) , Ulster (1)                                                          |
| Gales      | -       | 1          | -----                                                                                           |

## Resumen de temporadas

### 1995-1996
El primer partido fue entre el Farul Constanta de Rumania y el Stade Toulousain de Francia y vio la victoria del club galo 54-10. Unas semanas más tarde este mismo Stade Toulousain se convirtió en el primer campeón de Europa de rugby ganando la final en el tiempo extra frente a los galeses Cardiff RFC (Hoy Cardiff Blues) en el legendario estadio del Arms Park de la capital del País de Gales.

### 1996-1997
Un momento importante en la historia de la Copa fue la llegada de las regiones de Escocia y sobre todo de los clubes ingleses en el año 1996 que iban a representar una dura competencia para los clubes franceses. Un pequeño club del centroeste de Francia compuesto de jóvenes jugadores talentosos fue la gran sorpresa de esta segunda edición de la copa : El CA Brive-Corrèze, se llevó el título ganando en la final al Leicester Tigers de Inglaterra en el Arms Park de Cardiff frente a 41.664 aficionados. La final fue retransmitida en 81 países del mundo y vista por nada menos que 35 millones de telespectadores en el mundo. En dos años la Heineken Cup se convirtió en una de las mayores competiciones de deporte de este mundo. El francés Philippe Carboneau se convirtió en el primer jugador en ganar dos veces una Heineken Cup (Con el Toulouse en el 1996 y con el Brive en 1997).

### 1997-1998
El año siguiente, al nivel de las semifinales encontrábamos un club inglés, el Bath Rugby, y tres franceses, la Section Paloise, el Stade Toulousain y el ya muy conocido CA Brive-Corrèze. Jugaron la final en el Parc Lescure de Burdeos entre el Brive y el Bath. Los ingleses ganaron el partido teniendo así su revancha y ganando una final en el Suroeste de Francia, lugar donde el rugby es muy popular y donde se encuentra casi todo la afición de este país.

### 1998-1999
El año siguiente, para la edición 1998-1999, los clubes de Inglaterra no participaron en la Copa por razones de problemas comerciales con los organizadores de la Copa. Muchos pensaban que iba a ser muy difícil impedir una nueva victoria francesa en esta edición. El Stade Toulousain y el nuevo campeón de Francia el Stade Français París parecían tener frente a ellos una verdadera autopista hacia la victoria. Pero fue entonces que las regiones irlandesas iban a empezar a mostrarse. Ulster derrotó al Stade Français en las semifinales y pudo jugar la final en otro estadio mítico del rugby: el Lansdowne Road, en Dublín. Frente a ellos un club del suburbio de Toulouse: el US Colomiers que derrotó al USAP de Perpiñán en las semifinales. Frente a unos 49.000 aficionados casi todos apoyando al Ulster los irlandeses consiguieron llevarse su primera Copa Europa.

### 1999-2000
La edición 99-2000, vio el regreso de los clubes ingleses en la competición. El club inglés Northampton Saints se llevó la copa ganando la final frente a otra región irlandesa : el Munster. Por primera vez en la historia de la copa, no hubo club francés jugando la final. Y por primera vez también teníamos 4 clubes o regiones de 4 naciones distintas a nivel de las semifinales: El Northampton Saints de Inglaterra, el Llanelli Scarlets de Gales, el Munster de Irlanda y el Stade Toulousain de Francia.

### 2000-2001
La edición siguiente empezó a marcar el dominio de los clubes de la liga inglesa. A nivel de las semifinales teníamos dos de ellos : El Leicester Tigers y el Gloucester Rugby. El Munster y el Stade Français eran los dos otros “invitados” a este nivel. La final se jugó en el Parc des Princes de París entre el Leicester y el Stade Français. El club parisino no pudo ganar en casa y los “tigres” del Leicester se llevaron la Copa.

### 2001-2002
La final de la edición 2001-2002 tuvo lugar en el nuevo Millenium Stadium de Cardiff entre el Munster y el Leicester frente a más de 74.000 aficionados (nuevo récord). Ambos conocían este nivel de la competición. Los ingleses se mostraron los más fuertes y se llevaron por la segunda vez consecutiva la Heineken Cup. Y se convirtió así en el primer equipo en llevarse dos veces la copa.

### 2002-2003
Los clubes franceses volvieron a recuperar su supremacía en la edición 2002-2003, poniendo dos clubes en una final : El Stade Toulousain y la USAP de Perpiñán. El Stade toulousain más experimentado en jugar las finales en la Heineken cup y en el Top 14 (Liga francesa) ganó la final. Y se adjuntó al Leicester en el club, de los dos veces campeón de Europa.

### 2003-2004
En el 2004 por primera vez en la historia, la final se jugó en el estadio de Twickenham Stadium. Por tercera vez en su historia el Stade Toulousain estaba en la final. Pero los Wasps de Londres ganaron “en casa” su primer título en el tiempo extra.

### 2004-2005
Otra vez, en el año 2005 la final – en Murrayfield- vio dos clubes franceses enfrentarse : El Stade Français de París y el Stade Toulousain. Que son indudablemente los dos mejores clubes de la liga francesa. El Stade Toulousain se convirtió en el primer club 3 veces campeón de Europa.

### 2005-2006

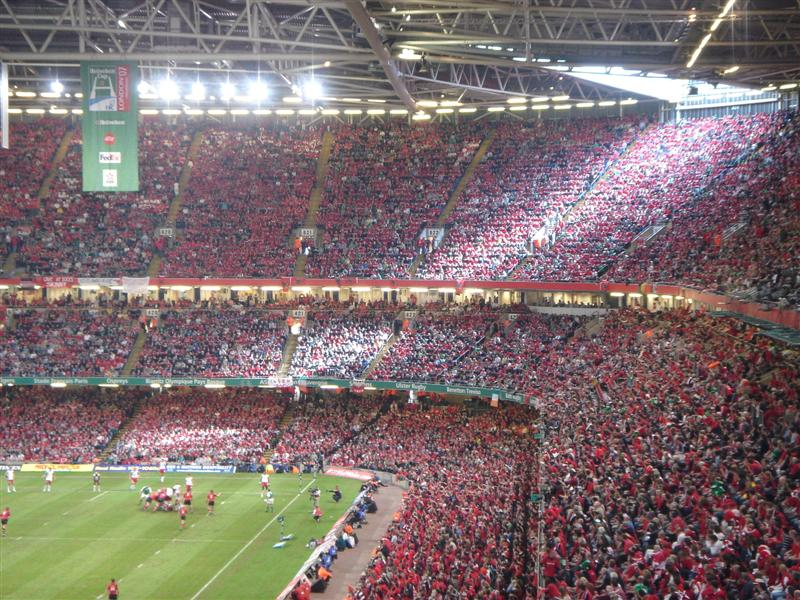
La final 2005-06 en el Millennium Stadium entre el Biarritz Olympique y el Munster.

Esta edición vio una final entre el nuevo campeón de Francia, el Biarritz Olympique y el Munster Rugby que había perdido ya dos finales, en el 2000 y el 2003. Pero esta vez, los irlandeses no dejaron ir la oportunidad y dieron una segunda copa a Irlanda, tras la victoria del Ulster en 1999.

### 2006-2007
Una edición dominada por los equipos ingleses, tuvo como lógico final un enfrentamiento entre dos equipos ingleses, el London Wasps y el Leicester Tigers, con una clara victoria para los londinenses por 22-16, marcador más ajustado de la imagen dada durante el encuentro disputado en el campo inglés de Twickenham Stadium.

### 2007-2008
Una nueva edición, donde los equipos ingleses mostraron su superioridad en la fase de grupos, pero que luego no refrendaron en las eliminatorias de cuartos de final, ya que en semifinales solo quedó un representante, y la final la disputaron el irlandés Munster Rugby y el francés Stade Toulousain, ganando los primeros por 16-13 en el partido disputado en el Millenium Stadium de Cardiff (Gales).

### 2008-2009
Esta edición se caracteriza por la superioridad mostrada por los equipos de la Magners League al clasificarse cuatro de los participantes de esta liga a la fase final, por tres ingleses y un único representante francés; y, tras las semifinales solo quedar tres equipos celtas y un inglés. Aun así, el equipo inglés de los Leicester Tigers consiguió pasar a la final tras derrotar a los Cardiff Blues en un hecho histórico como fue el lanzamiento de golpes de castigo desde la línea de 22 tras haber acabado el tiempo reglamentario y las prórrogas en un empate a 26 puntos. El otro equipo que alcanzó la final, fue, contra pronóstico y tras haber vencido al anterior ganador (Munster) en unas semifinales históricas en Croke Park entre los dos grandes equipos irlandeses, el Leinster. La final disputada en el estadio de Murrayfield de Edimburgo acabó con el resultado de 19-16 a favor de los irlandeses, consiguiendo así el equipo de Dublín su primera corona europea.

## Cobertura mediática
Los partidos de la Copa Heineken son transmitidos en vivo para todo el mundo en los siguientes países y regiones:
- Reino Unido: BT Sport y Sky Sports.[10]

- Francia: France 2 y beIN Sports.

- España: Movistar Deportes.
- Resto de Europa: Eurosport y beIN Sports.
- Latinoamérica: ESPN Latam
- Sudáfrica: SuperSport.
- Estados Unidos: ESPN y ESPN 2.
- Brasil: ESPN BR y SporTV

## Trofeo

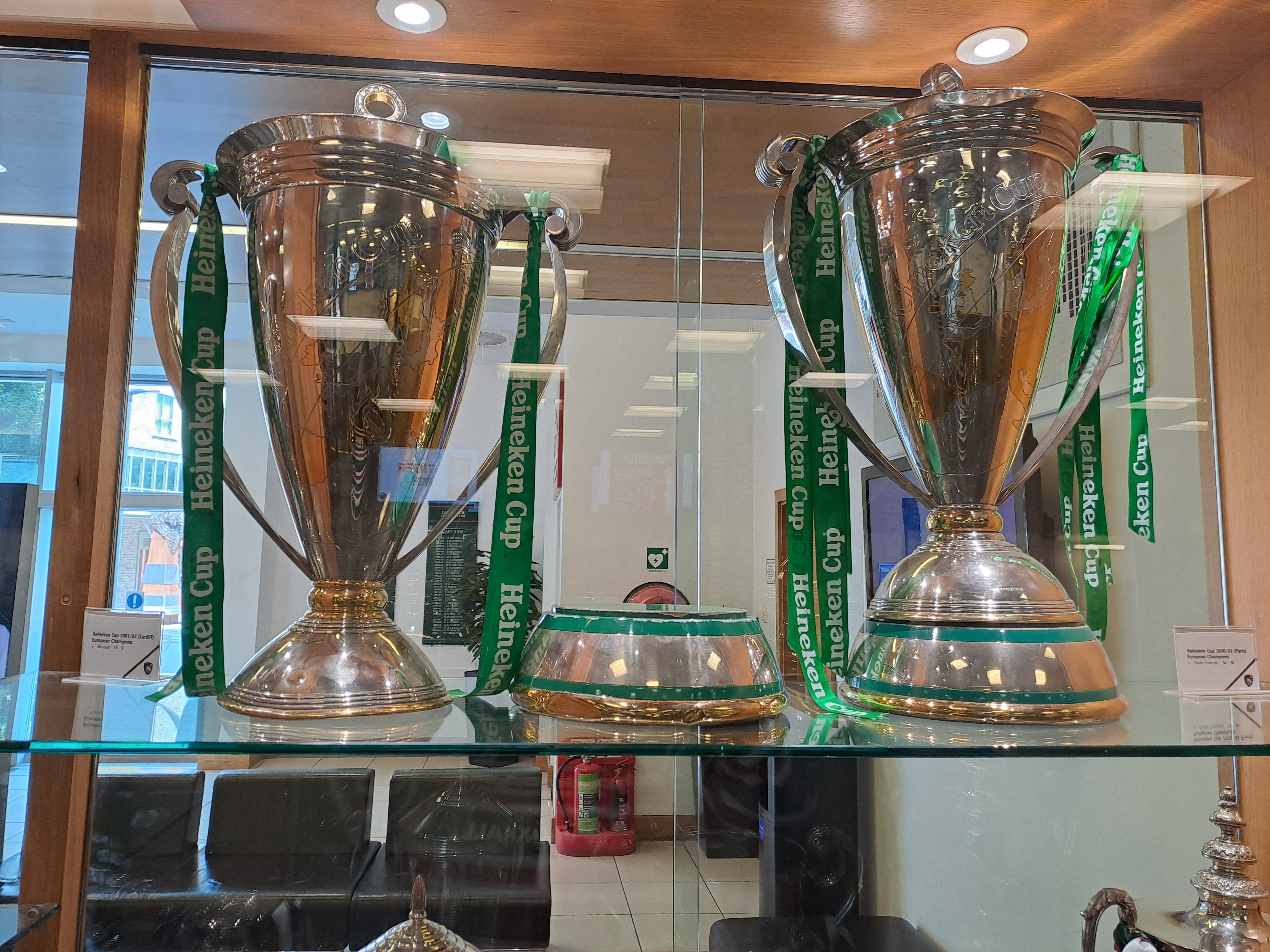
Vitrina con las dos Copas de Europa del Leicester Tigers

El trofeo de la Copa de Campeones Europea de Rugby se dio a conocer en octubre de 2014.
Fabricado por Thomas Lyte, el trofeo está hecho de metales mixtos que incluyen plata y chapado en oro de 18 quilates. La copa está diseñada en torno a la idea de la estrella que representa el rugby europeo, incluyendo las 19 temporadas anteriores de la Copa Heineken.
El trofeo pesa 13,5 kg, crea una forma de estrella cuando se ve desde la parte superior, mientras que cuando se ve desde los lados; la parte superior del trofeo tiene un efecto de corona, que los diseñadores dijeron que era reflejar la coronación de los reyes de Europa. La base del trofeo contiene las crestas de los 10 clubes que ganaron la Copa Heineken, para reforzar aún más el vínculo entre las viejas y las nuevas competiciones europeas.